# Hiva Oa
Hiva Oa je vulkanický ostrov v Tichém oceánu, který je součástí Francouzské Polynésie.

## Geografie
Ostrov má rozlohu 316 km² a je po Nuku Hiva druhým největším ostrovem Markéz. Žije na něm 2190 obyvatel. Největším sídlem je Atuona, bývalé hlavní město celých Markéz. Ostrov je hornatý a jeho pobřeží nechrání korálové útesy. Nejvyšším vrcholem je Temetiu (1213 m).

## Historie
Ostrov objevil v roce 1595 Álvaro de Mendaña de Neira. Domorodí Polynésané zde vztyčili mnoho posvátných soch zvaných tiki. Od roku 1842 ostrov patří Francii. Hiva Oa je známé jako místo, kde strávil závěr života malíř Paul Gauguin, bylo zde zřízeno také jeho muzeum. V letech 1975 až 1978 zde pobýval zpěvák Jacques Brel.

## Hospodářství
Hlavním produktem ostrova je kopra. 